# Język melpa
Język melpa (a. medlpa), także hagen – język transnowogwinejski używany w dystrykcie Hagen w prowincji Western Highlands (Papua-Nowa Gwinea), przez grupę etniczną Melpa. Według danych z 1991 roku posługuje się nim 130 tys. osób.
Wykazuje niewielkie zróżnicowanie dialektalne. W użyciu są też języki tok pisin i angielski, które służą jako języki edukacji, a zarazem stanowią źródła zapożyczeń dla melpa.
Jest jednym z najlepiej opisanych przedstawicieli języków chimbu-wahgi. Jest zapisywany alfabetem łacińskim.